# Danny Blum
Danny Blum (Frankenthal, Alemania, 7 de enero de 1991) es un futbolista alemán. Juega como mediocampista y su equipo es el TSG Pfeddersheim de la VL Südwest.

## Trayectoria
Jugó en las divisiones inferiores de 1. F. C. Kaiserslautern, F. C. Schalke 04 y SV Waldhof Mannheim. Posteriormente, en 2010, llegó a las filas del SV Sandhausen, club con el que logró el título de la 3. Liga en 2012 y que posteriormente lo cedería al Karlsruher SC por una temporada, donde también logró ser campeón de liga.[cita requerida]
Llegó libre al F. C. Núremberg en la temporada 2014-15 con el que disputó el play-off a la Bundesliga. En la temporada 2016-17 recaló en el Eintracht Fráncfort, club que se proclamó campeón de la DFB-Pokal, la copa nacional, la temporada 2017-18. Además militó en las categorías inferiores de la selección alemana.[cita requerida]
En agosto de 2018 se incorporó a la U. D. Las Palmas, entonces compitiendo en la Segunda División de España, como cedido por el Eintracht Fráncfort por una temporada. Tras expirar el préstamo regresó a Alemania para jugar en el VfL Bochum.
En julio de 2022 volvió a salir de su país para competir con el APOEL de Nicosia chipriota. No completó la temporada, ya que en enero acordó la rescisión de su contrato y regresó al F. C. Núremberg.
En febrero de 2024, tras varios meses sin equipo, fichó por el C. F. Intercity. Al acabar la temporada volvió a Alemania y firmó por el TSG Pfeddersheim que competía en la sexta categoría del fútbol alemán.

## Palmarés

### Títulos nacionales
| Título           | Club                | País     | Año  |
| ---------------- | ------------------- | -------- | ---- |
| Copa de Alemania | Eintracht Fráncfort | Alemania | 2018 |

## Vida personal
En el verano de 2014, Blum se convirtió al islam desde el cristianismo.